# Rio Macaco (Rio Grande do Sul)
Pour les articles homonymes, voir rio Macaco.
Le rio Macaco est un cours d'eau brésilien de l'État du Rio Grande do Sul. 
C'est un affluent de la rive droite du rio Caí.